# Plazma ekran
Panel za plazma ekran (engl. plasma display panel, PDP) je vrsta pljosnatog ekrana koja je tipična za plazmu TV. Naziv „plazma” dolazi od građe svakog piksela (tačke) koja je u suštini fluorescentna cijev. U stvarnosti plazma TV ima par miliona takvih malih fluorescentnih cijevi. Fluorescentna cijev je svjetlosni izvor u kojem se vidljiva svjetlost dobija na fluorescentnom sloju pobuđenim ultraljubičastim zračenjem koje nastaje električnim izbojem u smjesi živine pare i plemenitih plinova. Svaki piksel zapravo sadrži tri ćelije koje imaju tri različite primarne boje i kombinacijom napona signala može se postići različita boja koju vidimo na ekranu.
Plazmu ekran ne bi trebalo miješati sa ekranom od tekućih kristala ili LCD, koji koristi sasvim drugačiju tehnologiju. LCD TV koristi zapravo jedno ili dva velika fluorescentna svjetla kao pozadinsko svijetlo, koje osvijetljava crvenu, zelenu ili plavu boju na prednjem dijelu LCD ekrana.

## Glavne osobine
Plazma TV ima vrlo svijetli ekran (1000 luksa ili više), ima širok raspon boja i proizvodi se u velikom rasponu veličina, sve do dijagonale 3,75 m. Ona nudi bolji prikaz crne boje i samim tim bolji kontrast. Osim toga, plazma TV nudi bolji prikaz boja, zbog činjenice da boje dobijate „direktno iz izvora”, isijavanjem iz fluorescentnih piksela, dok recimo LCD TV ekrani dobijaju boje filtriranjem bijelog svijetla, koje je kombinacija svih boja. Crna boja kod LCD TV-a se dobija blokiranjem bijele svijetlosti. Plazma TV koristi više snage od klasičnog TV ekrana sa staklenom katodnom cijevi ili LCD ekrana. Proizvođači najnovije generacije plazma TV procjenjuju da vijek trajanja je 100.000 radnih sati, nakon koje će boje biti upola svijetlije nego u početku, a to znači oko 27 godina sa 10 sati rada svaki dan. Plazma TV se izrađuje sa prednjim staklom koje reflektira više svijetla nego LCD ekrani. Trenutno, zbog ekonomske isplativosti, plazma TV se izrađuje s najmanjom dijagonalom 80 cm (32 inča).

## Prednosti i mane

### Prednosti
- Plazma tehnologija ima nedvosmisleno postignut krajnje visok stepen kontrasta, omjer najtamnije crne boje naspram najsvijetlijoj bijeloj boji, koji se može usporediti jedino sa organskim LED tehnologijama[3][5][6]
- Plazma TV se može gledati iz vrlo širokog ugla (pomak lijevo i desno od središnje osi na ekranu) bez značajnijih gubitaka u boji ili kontrastu i to zahvaljujući činjenici kako emituje svijetlo direktno iz svake ćelije ekrana ili piksela.[3][5]
- Prednosti plazme TV će doći do izražaja u tamnijim prostorijama i prilikom gledanja filmova.
- Plazma TV ima vrijeme odziva doslovno trenutno. Najbrži pokret izgleda svjež i čist.[3][5][7][8]
- Pljosnati ekran je uzak i nije tako glomazan kao klasične TV sa staklenom katodnom cijevi
- Može se montirati i na zidu[9]

### Nedostaci
- „Zapečena” slika je najveći nedostatak plazma TV, pogotovo u njenim počecima. Ova pojava može nastati ako se na ekranu, duže vrijeme, prikazuje neka statična slika, pa se slika „upeče” i može se vidjeti silueta i nakon promjene slike. Novije generacije su smanjile tu pojavu, ali se preporučuje lagano „uhodavanje” plazma TV u prvih 200-tinjak radnih sati, tako da se kontrast i svjetlina snizi ispod 50% i izbjegava se duže gledanje programa sa statičnim crnim crtama[10][11]
- prednja staklena površina jako reflektuje svjetlo. Novije generacije ugrađuju filtere da se smanji blještavilo
- Ranije generacije su imale problem sa podrhtavanjem slike[12]
- Ranije generacije su imale problem sa fluorescentnim materijalom koji nije imao dugi vijek trajanja
- Za razliku od LCD ili organskih LED ekrana, plazma TV ima izraženije tanke crte između pojedinih ćelija ili piksela (engl. screen-door effect)
- Uglavnom plazma TV se ne izrađuje sa manjom dijagonalom od 80 cm (32 inča)
- Nešto su teže od LCD ekrana
- Troše više električne energije od LCD ekrana[13]
- Ne radi tako dobro na velikim nadmorskim visinama, koje može uzrokovati zujanje. Proizvođači trebaju označiti osobine rada na velikim nadmorskim visinama.[14]
- Oni koji slušaju radio na kratkim talasima, mogu osjetiti ometanje u radu plazma TV[15]

### HD i SD razlučivost
HD Ready je akronim za savremene televizore barem za direktni prikaz video sadržaja visoke (HD) rezolucije 720p (1280 x 720 piksela progresivno), bez postupka skaliranja i 1080i s primjenom skaliranja. Dakako, prikazuju i sadržaje svih nižih rezolucija, u kvalitetu koju te rezolucije omogućavaju.
HD je akronim za visoku rezoluciju (720p, 1080i, 1080p, 1440p). Osigurava daleko bolji kvalitet TV ili računarske slike, odnosno preciznije razlaganje sitnih detalja od standardne (SD) rezolucije zaslona (480i/p u Evropi ili 576i/p u Americi). Ima daleko veće memorijske potrebe u skladištenju i prenosu podataka od standardne rezolucije, kao i znatno veće zahtjeve na brzinu računarske obrade video sadržaja. Koristi se po pravilu zajedno s drugim srodnim akronimima (HDTV, HD DVD, HDMI i dr.).
Televizijski prenos se za sada ne emituje u 1080p kvaliteta, ali tu rezoluciju (1920 x 1080 progresivno) koriste Blu-ray i HD DVD optički diskovi za distribuciju video sadržaja (filmova i računarskih igara) visokog kvaliteta.
Kvalitet 1080i slike neprimjetno je slabija od iste na Full HD televizorima, koji je prikazuju bez skaliranja.
Neki HD Ready televizori mogu prikazati i 1080p sadržaj uz primjenu skaliranja, što ima primjenu samo za prikaz filmova sa Blu-ray diskova.
Hrvatska radio-televizija HD sadržaje od 2008. godine kodira MPEG-4 / H.264 codec-om, koga praktično ne podržava gotovo ni jedan tip savremenih televizora na tržištu, pa se prijem signala treba osigurati dodatnim zemaljskim (DVB-T) prijemnicima (tunerima) koji podržavaju MPEG-4, uz primjenu "obične" analogne antene, prikladne i za "hvatanje" digitalnog signala visoke rezolucije. Trenutno nije poznato kada će kablovski operateri isporučivati HD programe na kablovskoj (DVB-C) televizijskoj mreži.
Svega nekoliko nekodiranih televizijskih programa vidljivih iz Hrvatske je dostupno na satelitskoj televiziji u HD kvaliteti (Astra HD Promo, Anixe HD, BBC HD, HD Visio Promo, Melody Zen, Luxe TV HD, HD 5 Promo i Venice HD).
Skaliranje je postupak kojim je omogućeno prikazivanje video sadržaja više rezolucije na uređajima niže rezolucije (npr. prikaz 1080i emisija na HD ready televizorima).
HD DVD standard izlazi iz uporabe nakon 2008. godine kada se ustaljuje Blu-ray kao prihvaćeni standard za video sadržaje visokog kvaliteta.

## Kako plazma TV radi
Plazma ekran je u stvari mreža par miliona malih fluorescentnih cijevi, smještenih između dvije staklene ploče. Fluorescentna cijev je svjetlosni izvor u kojem se vidljiva svjetlost dobija na fluorescentnom sloju pobuđenim ultraljubičastim zračenjem koje nastaje električnim izbojem u smjesi živine pare i plemenitih plinova, obično neon, ksenon ili drugi.
Dugačke trake električki vodljivih elektroda takođe se nalaze između dvije staklene ploče. „Elektrode sa adresama” se nalaze ispred zadnjeg stakla, koje je obično mutno. „Prozirne pokazne elektrode” se nalaze iza prednjeg stakla. Elektrode su odvojene od stakla sa izolovanim zaštitnim slojem. Upravljački krugovi stvaraju napon u elektrodama, stvarajući razliku napona između prednje i stražnje elektrode. Ako je razlika napona dovoljna, ona pobudi atome plemenitog plina u fluorescentnim cijevima, koji postaju ionizovani, stvarajući tako plazmu – mješavinu atoma, slobodnih elektrona i iona. Sudari slobodnih elektrona u plazmi sa atomima inertnog plina stvaraju emisiju svjetla.
Kod jednobojnih ekrana, plemeniti plin je obično neon, koji daje karakteristično narandžasto svijetlo. Kada su elektroni plemenitog plina jednom izbijeni, treba samo mali napon da bi se održao protok struje između elektroda. Mala količina azota se dodaje neonu da bi se povećala histereza plina.
Kod plazma TV u boji, pozadina svake fluorescentne cijevi je prekriven sa slojem fluorescentne tvari. Fotoni sa ultraljubičastim zračenjem pobuđuju fluorescentnu tvar, koja zatim emituje vidljivo svjetlo sa bojom koja je karakteristična za tu fluorescentnu tvar. Princip rada se može usporediti sa fluorescentnim cijevima i sa neonskim cijevima koje koriste fluorescentno premaze u boji. Svaki piksel ili tačka je napravljena od tri odvojene ćelije, koje imaju fluorescentnu tvar koja emituje crvenu, zelenu i plavu boju. Te tri boje se mješaju zajedno, da bi dali konačnu boju piksela. Plazma TV koristi impulsnu (engl. pulse-width modulation) modulaciju za dobijanje boje, mijenjajući impulse električne struje koji prolaze kroz različite ćelije, hiljadu puta u sekundi. Upravljački sistem može mijenjati intenzitet svake boje u pikselu, stvarajući milione kombinacija crvene, zelene ili plave boje. Plazma TV koristi iste fluorescentne tvari kao klasična televizija sa staklenom katodnom cijevi, koja je poznata po vjernom prikazu boja.

## Utjecaj na okolinu
Azotni trifluorid, hemijske formule NF3, se smatra veoma jakim gasom staklene bašte, i on se koristi za vrijeme proizvodnje plazma TV, koji tako doprinosi klimatskim promjenama. Plazma TV ima povećanu potrošnju električne energije, u odnosu na ostale ekrane, posebno jer se koriste sve više s povećanim dimenzijama.

## Istorijske činjenice
Princip rada plazma TV je prvi opisao mađarski fizičar Kalman Tihanji 1936 godine. Jednobojni plazma ekran ponovno je osmislio 1964. godine, na Univerzitetu Illinois, Donald Bitzer, H. Gene Slottow i Robert Willson, za PLATO računalni sistem. 1983 godine je IBM uveo jednobojni narančasti ekran za model IBM 3270. Godine 1992. Fujitsu je prikazao prvi plazma ekran u boji. U prvoj polovini 2008. godine, prodaja TV ekrana je bila 22,1 milion klasičnih TV sa staklenom katodnom cijevi, 21,1 milion sa LCD ekranom, kao i 2,8 miliona sa plazma ekranom.